# Drewitz (Potsdam)

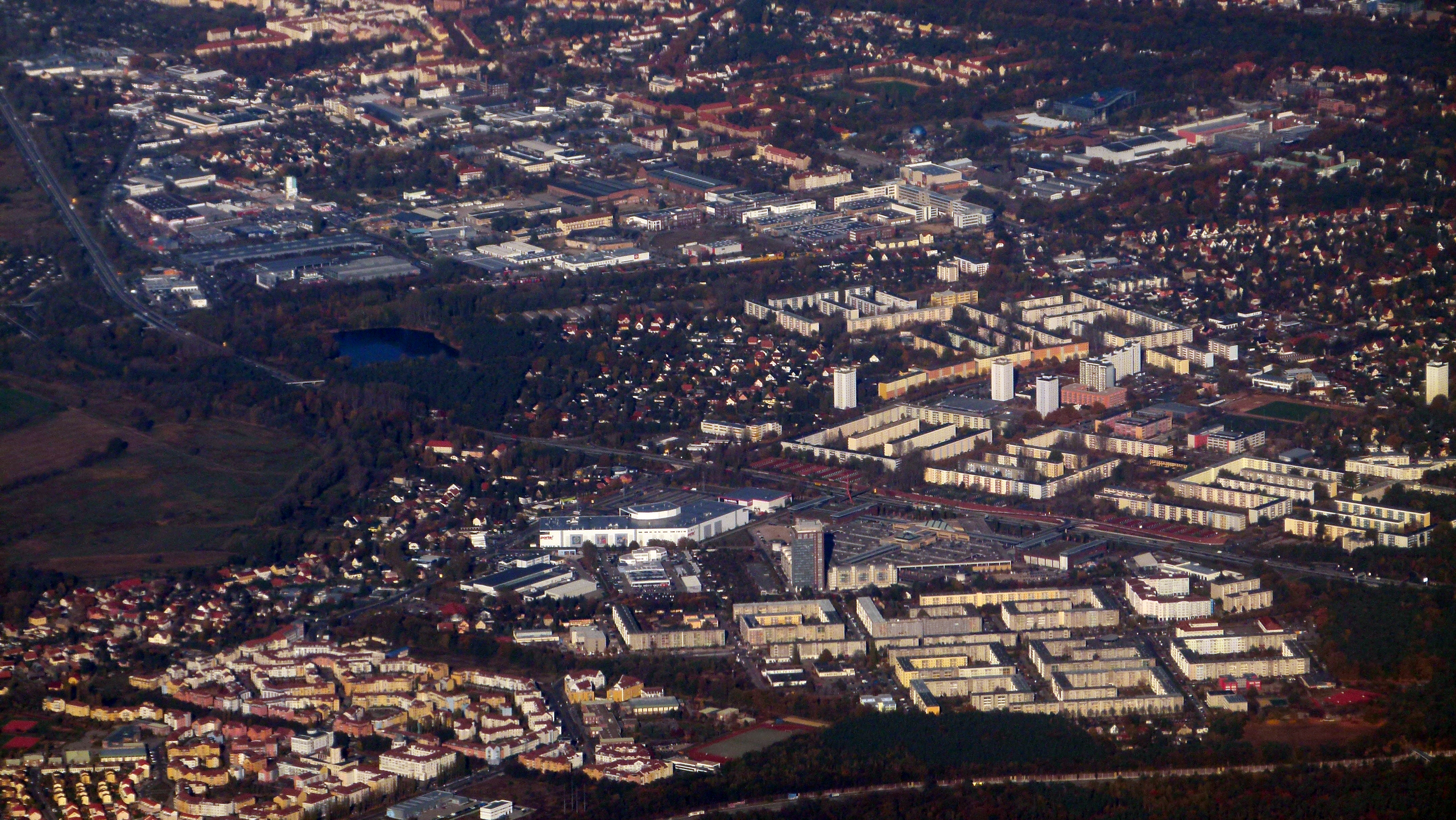
Blick auf Drewitz mit Kirchsteigfeld (links) und Am Stern (rechts)

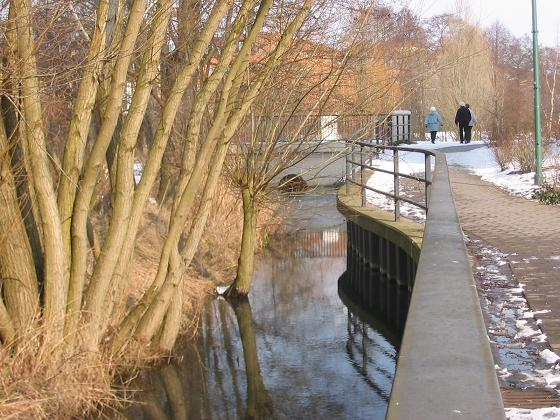
Kirchsteigfeld, Am Hirtengraben

Das frühere Dorf Drewitz (niedersorbisch Dŕejce) ist seit dem 1. April 1939 ein Gemeindeteil und heute ein Stadtteil Potsdams. Mit der ersten urkundlichen Erwähnung im Jahr 1228 zählt Drewitz zu den ältesten Orten im Teltow.
Durch das gleichnamige Neubauviertel Drewitz und die benachbarten Neubauviertel Am Stern und Kirchsteigfeld hat der Potsdamer Osten einen rasanten Aufschwung genommen, wobei dem Viertel Kirchsteigfeld, das nach der deutschen Wiedervereinigung unter Beteiligung internationaler Architektenteams entstand, eine besondere städtebauliche Bedeutung zukommt. Die drei zusammenhängenden Stadtteile werden häufig gemeinsam dargestellt, und auch die Potsdamer Planungen sehen eine gemeinsame Förderung vor. 

## Lage und Naturraum

Karte um 1900

In der Reihenfolge Stern, Drewitz und Kirchsteigfeld erstrecken sich die Viertel von Nordost nach Südwest von der Stadtgrenze zu Berlin (Ortsteil Berlin-Wannsee mit der ehemaligen West-Berliner Exklave Steinstücken) bis zur Gemeinde Nuthetal mit ihrem Ortsteil Bergholz-Rehbrücke. Den östlichen Rand bilden die ausgedehnten Wälder der Parforceheide und die A 115, die als Verlängerung der ehemaligen Rennstrecke AVUS seit Mitte der 1930er Jahre Berlin mit dem Berliner Ring verbindet. Nach Nordwesten endet das Gebiet der drei Stadtteile an der Trasse der „Kanonenbahn“ und nach ihrem Schnittpunkt am Lauf der Nuthe. Nordwestlich schließt sich der Potsdamer Ortsteil Babelsberg an.
Der Stadtteil Stern umfasst die eigentliche gleichnamige Großsiedlung aus den 1970er Jahren südlich der Großbeerenstraße sowie früher zu Babelsberg gehörende Wohngebiete nördlich der Straße. Dazu zählt das alte Musikerviertel um die Wagner- und Beethovenstraße, das überwiegend aus Ein- und Zweifamilienhäusern besteht. Daran schließen sich östlich im Bereich Gluckstraße Wohnblöcke an, die überwiegend in der zweiten Hälfte der 1950er und den 1960er Jahren entstanden, einige spätere Erweiterungen kamen hinzu.
Drewitz gehört als Stadtteil Potsdams der Metropolregion Berlin/Brandenburg an, aber die Ortsteile weisen mit der Parforceheide, weiteren Wäldern und den Nuthewiesen eine landschaftlich aufgelockerte, grüne Umgebung auf. Wenige Kilometer südlich schließt sich der Naturpark Nuthe-Nieplitz und westlich die Havelseen-Kette mit dem Templiner See an. Vielen West-Berlinern ist der Name Drewitz aus der Zeit der deutschen Teilung bekannt, da am damaligen Autobahndreieck Drewitz (heute Autobahndreieck Nuthetal) der Transitzubringer nach West-Berlin abzweigte. Die ursprünglich dort befindliche DDR-Grenzkontrollstelle behielt den Namen auch noch bei, als sie 1969 auf das Gebiet von Kleinmachnow verlegt worden war.

## Geschichte
Funde bei Drewitz belegen, dass hier bereits zur Mittelsteinzeit Jäger und Fischer siedelten.

### Name
Die älteste Überlieferung des slawischen Ortsnamens Drewicz stammt von 1228. Etymologisch lässt er sich mit mehreren Zwischenstufen aus dervo (Baum, Holz), drevic, drevici (Waldbewohner) ableiten.

### Slawische Gründung und Klosterbesitz

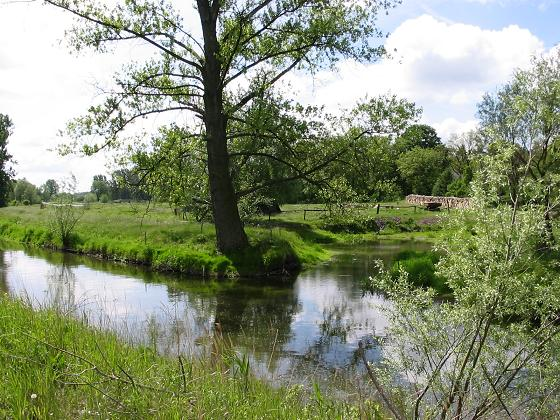
Areal der slawischen „Nutheburg“ an der alten „Burgfischerei“

1157 hatte der Askanier Albrecht der Bär einige Jahre zuvor nach einem entscheidenden Sieg über den Slawen Jaxa von Köpenick die Mark Brandenburg gegründet. Westlich der Nuthe lebten zu dieser Zeit die mit dem Askanier verbündeten Heveller, auf der anderen Seite im östlichen Teltow die verfeindeten Sprewanen, die in Cöpenick (Copnic) ihre Hauptburg hatten. Eine der vier slawischen Befestigungsanlagen lag in Drewitz auf dem Gelände der heutigen Burgfischerei. Der Schriftsteller Theodor Fontane suchte auf seinen Wanderungen durch die Mark Brandenburg vor allem im benachbarten Saarmund vergeblich nach dieser Burg. Diese gehörte vermutlich zum Bereich der hevellischen Burg Potsdam, die gegenüber der Nuthe-Mündung in der Havel lag.
Im Codex diplomaticus Brandenburgensis wird das Dorf 1228 erstmals erwähnt als „ […] villam quandam, Drewicz nomine, super aquam nute sitam […] “. Dem Text zufolge schenkte Alverich von Darneburg „das Dorf jenseits der Nuthe mit dem Namen Drewitz“ dem einflussreichen Zisterzienser-Kloster Lehnin in der Zauche. Der magdeburgische Ministeriale erhoffte sich von dieser Schenkung Seelenheil für seine verstorbene Frau. 
Am 28. Juni 1284 gab das Kloster einen Teil der Drewitzer Heide als Erblehen weiter an Heinrich von der Groeben und seine Brüder, deren Vorfahren einige Kilometer flussaufwärts 1170 das Dorf Gröben gegründet hatten.

### Jagdschloss Stern

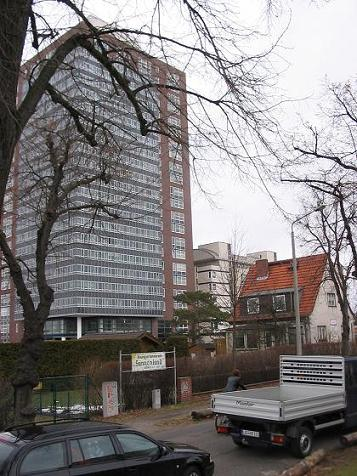
Potsdam-Drewitz, am Stern, 2005

Aus dem Wald der Drevici wurde die heutige Parforceheide, die indirekt für den Namen des Neubauviertels Stern verantwortlich ist. Parforcejagden, die seit dem 16. und 17. Jahrhundert an den europäischen Höfen durchgeführt wurden, erforderten neue Jagdanlagen mit möglichst ebenen und freien Wegen in einem lichten Wald mit wenig Unterholz, da die Reiter den Hundemeuten folgen mussten, die das Wild bis zur Erschöpfung hetzen. 1729 fand der preußische König Friedrich Wilhelm I. hierfür ein ideales Gelände und ließ einen Raum von rund einhundert Quadratkilometern für die Parforcejagd herrichten, aus dem die Parforceheide hervorging. In rund sieben Kilometer Entfernung vom königlichen Stadtschloss entstand zudem ein zentraler Platz, von dem sternförmig 16 schnurgerade doppelte Schneisen (Gestelle) in den Wald geschlagen wurden, der Stern.

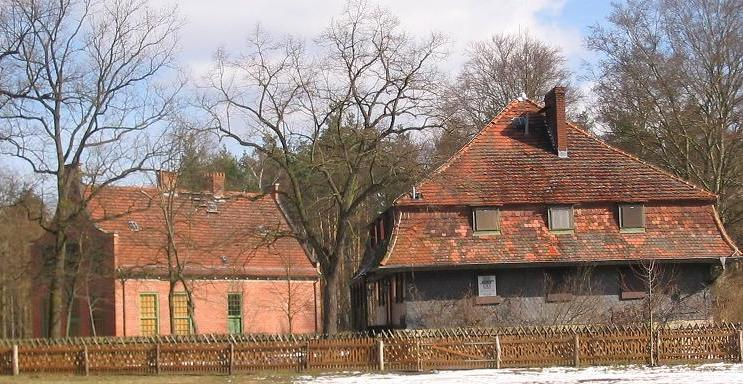
Jagdschloss Stern (links) und Kastellanhaus

An diesem Stern ließ der preußische Monarch 1730 im Wald ein Jagdschloss bauen, das nach königlichen Vorstellungen allenfalls ein kleineres Landhaus darstellte. Fontane beschrieb das Jagdschloss Stern als einen „ […] holländische[n] Bau, quadratisch in rothem Backstein aufgeführt, mit einem Giebel in Front, einem Jagdhorn über der Thür und einem eingeätzten Stern im Mittelfenster. Es besteht nur aus einem Eßsaal, einer Küche und einem Schlafzimmer, drei Räume, die ihren Charakter bis auf die Stunde beibehalten haben“.
In den 1980er Jahren wurde das Jagdschloss Stern grundlegend saniert. Im Jahr 2005 waren erneute Renovierungsarbeiten notwendig. 
Neben dem Hauptgebäude blieb noch das alte Kastellanhaus erhalten, das wahrscheinlich bereits 1714 errichtet wurde.

## Wirtschaft
Im Spätmittelalter und in den ersten Jahrhunderten der Neuzeit lebten die Dörfler überwiegend von Ackerbau, Viehzucht, dem Fischfang in der Nuthe und der Holzwirtschaft. Im 18. Jahrhundert sind für den westlich gelegenen Stadtteil Teltower Vorstadt diverse Manufakturen überliefert, die – mit unbestimmter Lokalisierung – wahrscheinlich am Havel- oder Nuthe-Ufer gelegen haben. In der Glashütte Drewitz begann 1674 der spätere Hofbaumeister Martin Grünberg seine Laufbahn als Schreiber, der 1701 als erster Baumeister Aufnahme in die Preußische Akademie der Wissenschaften in Berlin fand.
Mit der Entwicklung der Industrie im Großraum Berlin in der zweiten Hälfte des 19. Jahrhunderts siedelten sich bald auch im Umland Zweigwerke an. Eine nennenswerte Industrie entstand in Drewitz selbst nicht, aber die direkt hinter der Grenze im benachbarten Babelsberg entstehenden Werke sorgten für Beschäftigung der Drewitzer.

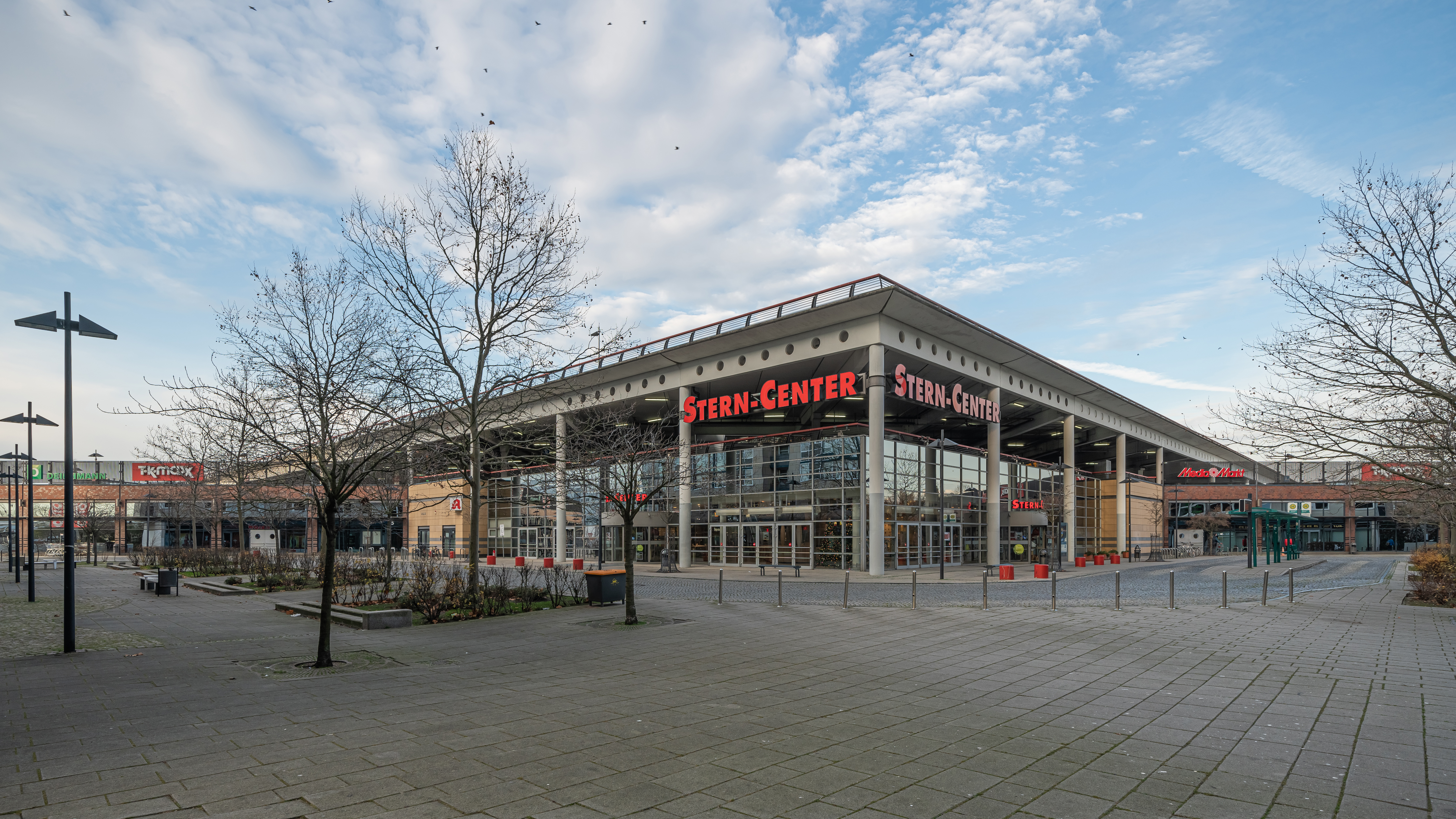
Einkaufszentrum von 1996

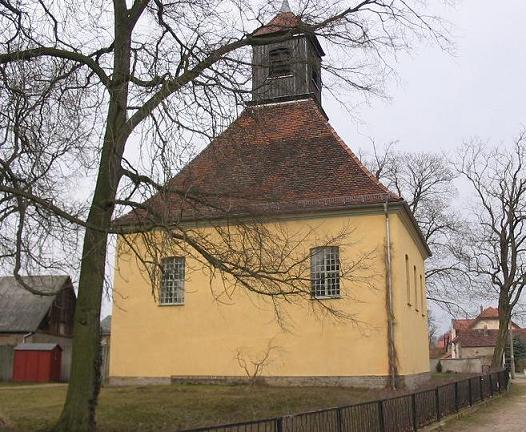
Dorfkirche in Alt-Drewitz

In der Nähe des ehemaligen Drewitzer Bahnhofs, noch auf dem Gelände von Babelsberg (seinerzeit Neuendorf), baute die Berliner „Märkische Lokomotivfabrik Orenstein & Koppel“ 1899 ein Zweigwerk mit einer umfangreichen Kesselschmiedeanlage, in dem viele Bewohner Beschäftigung fanden. In dem als Drewitzer Lokomotivenfabrik bezeichneten Werk wurden zwischen 1899 und 1945 rund 13.000 Dampf- und zwischen 1930 und 1943 rund 1.500 Diesellokomotiven hergestellt. Unter dem Namen Lokomotivbau Karl Marx Babelsberg (LKM) setzte das Werk 1947 als Volkseigener Betrieb die Produktion fort. 1964 kam es zur Einstellung des Lokomotivbaues. Auf dem Industriegelände befindet sich heute ein Gewerbepark.
Auch heute finden die Bewohner der drei Stadtviertel zumeist in den anderen Potsdamer Ortsteilen sowie in Berlin Beschäftigung. Inzwischen haben sich neben der Parforceheide in der Kolonie Bergstücken am Rande des Sternviertel einige Behörden und Institutionen angesiedelt wie das Ministerium der Finanzen und für Europa des Landes Brandenburg, das Finanzamt Potsdam und die Investitionsbank des Landes Brandenburg. Vornehmlich in Alt-Drewitz liegen einige kleinere und mittlere Gewerbebetriebe. 
Mit dem umfangreichen Ausbau der Infrastruktur in den Neubauvierteln entstanden weitere Stellen in Handelsgeschäften, eine große Zahl im Einkaufszentrum Stern-Center, ferner in Schulen sowie weiteren kommunalen und kirchlichen Einrichtungen.

## Verkehr

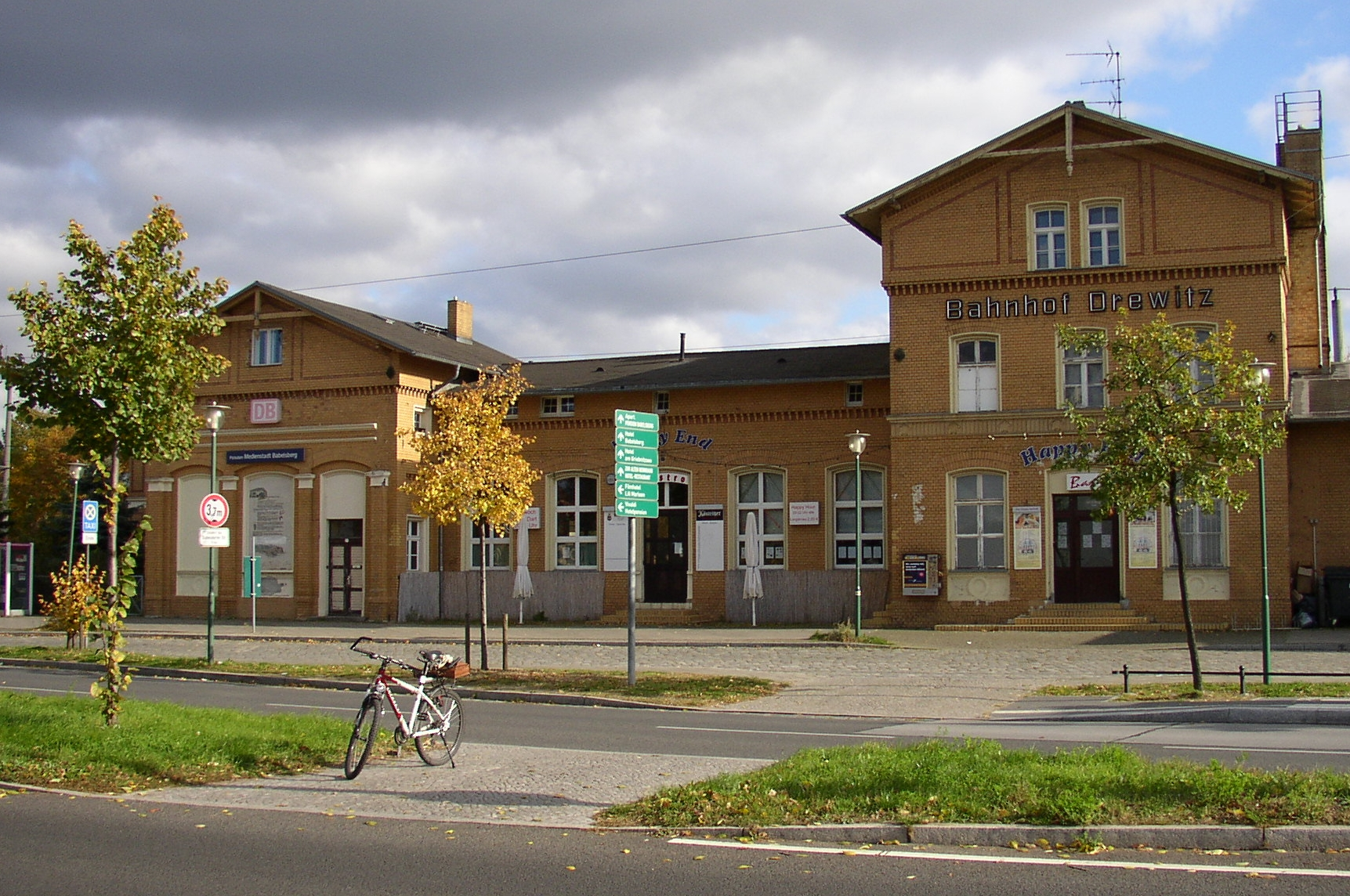
Bahnhof Potsdam Medienstadt Babelsberg

Im Nordwesten, zwischen Drewitz und Babelsberg an der Bahnstrecke Berlin–Blankenheim, liegt der Bahnhof Potsdam Medienstadt Babelsberg, ehemals Bahnhof Drewitz. Dieser wird durch die Linien RE 7 und RB 37 bedient. Er ist über mehrere Buslinien aus Drewitz erreichbar.
Zwei Tramlinien sowie zahlreiche Buslinien bieten eine Verbindung zum Potsdamer Hauptbahnhof und der Innenstadt Potsdams an. Über die Buslinie 118, betrieben durch die BVG, besteht eine direkte Busverbindung nach Berlin.
Durch Drewitz verläuft die Landesstraße L 40 mit zwei Ausfahrten. Östlich des Ortes liegt die Bundesautobahn 115 mit den beiden Ausfahrten Potsdam-Babelsberg (an der L 40) und Potsdam-Drewitz.

## Neubauviertel und Erweiterungen
Das alte Angerdorf Drewitz liegt mit seinem Kern, einer 1725 erbauten und 1732 eingeweihten Kirche sowie dem Friedhof, an der Straße Alt Drewitz und an den Nuthewiesen. Daran östlich anschließend entstanden ab 1970 die Neubauviertel Stern, Drewitz und Kirchsteigfeld, wodurch sich die Bevölkerungszahl dieser Potsdamer Region in der jüngeren Geschichte mehr als verdoppelt hat auf nunmehr rund 30.000 Einwohner.
In der Zeit der DDR bestand hier ein Armeelazarett der Nationalen Volksarmee. Personen, die bei einem Fluchtversuch  über die Berliner Mauer nach West-Berlin von Grenzsoldaten angeschossen worden, wurden entweder hierher oder ins Krankenhaus der Volkspolizei verbracht.

### Stern

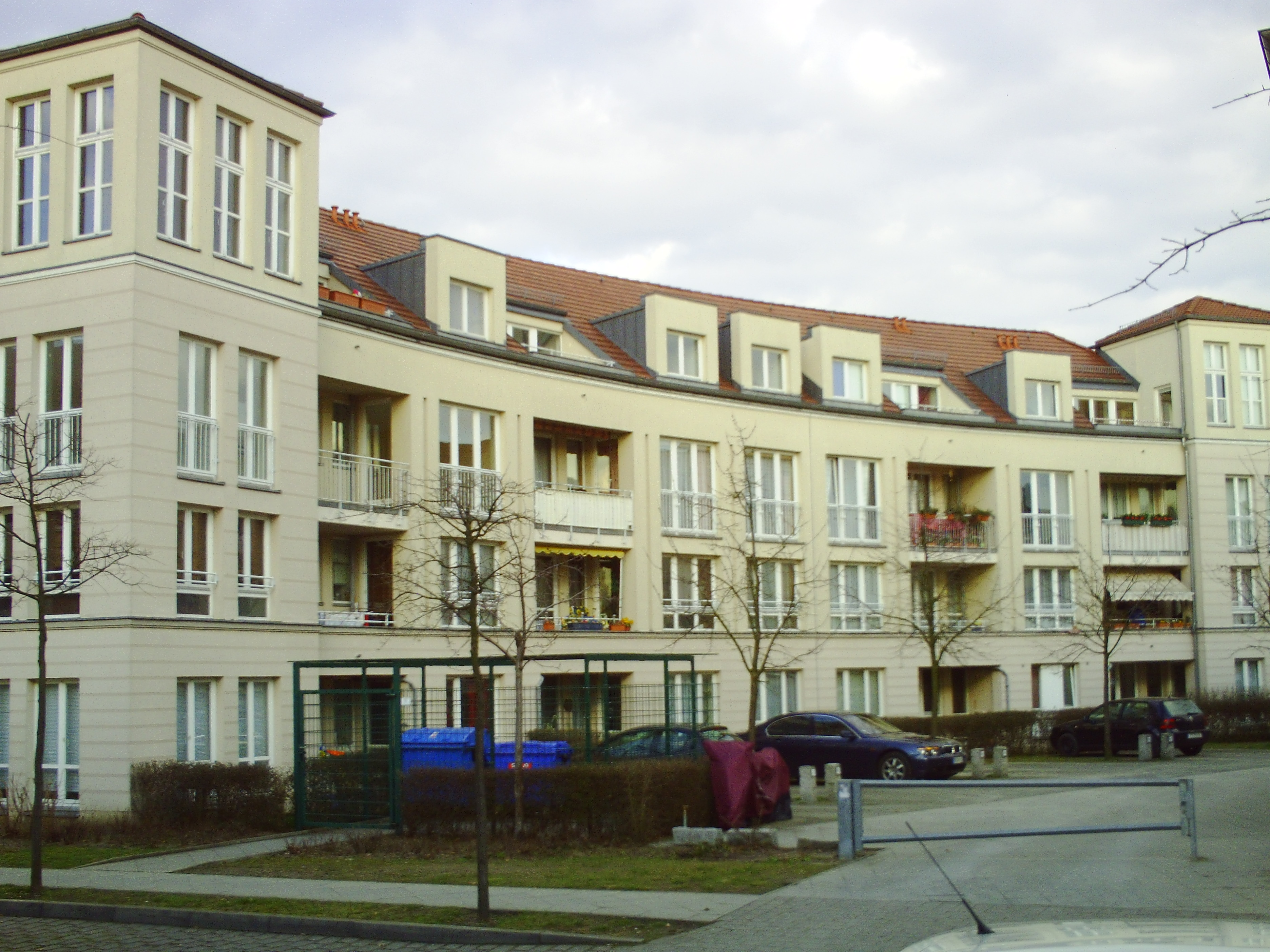
Kirchsteigfeld, Wohngebäude

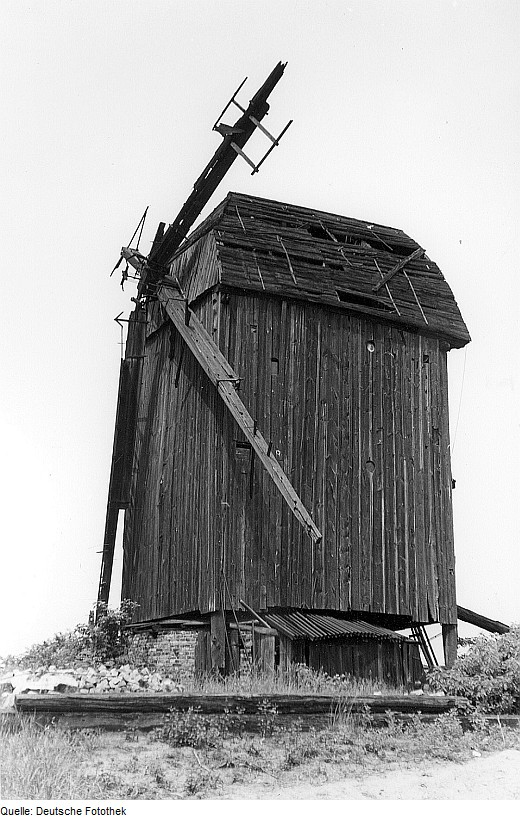
Ehemalige Bockwindmühle in Potsdam-Drewitz, Sommer 1973

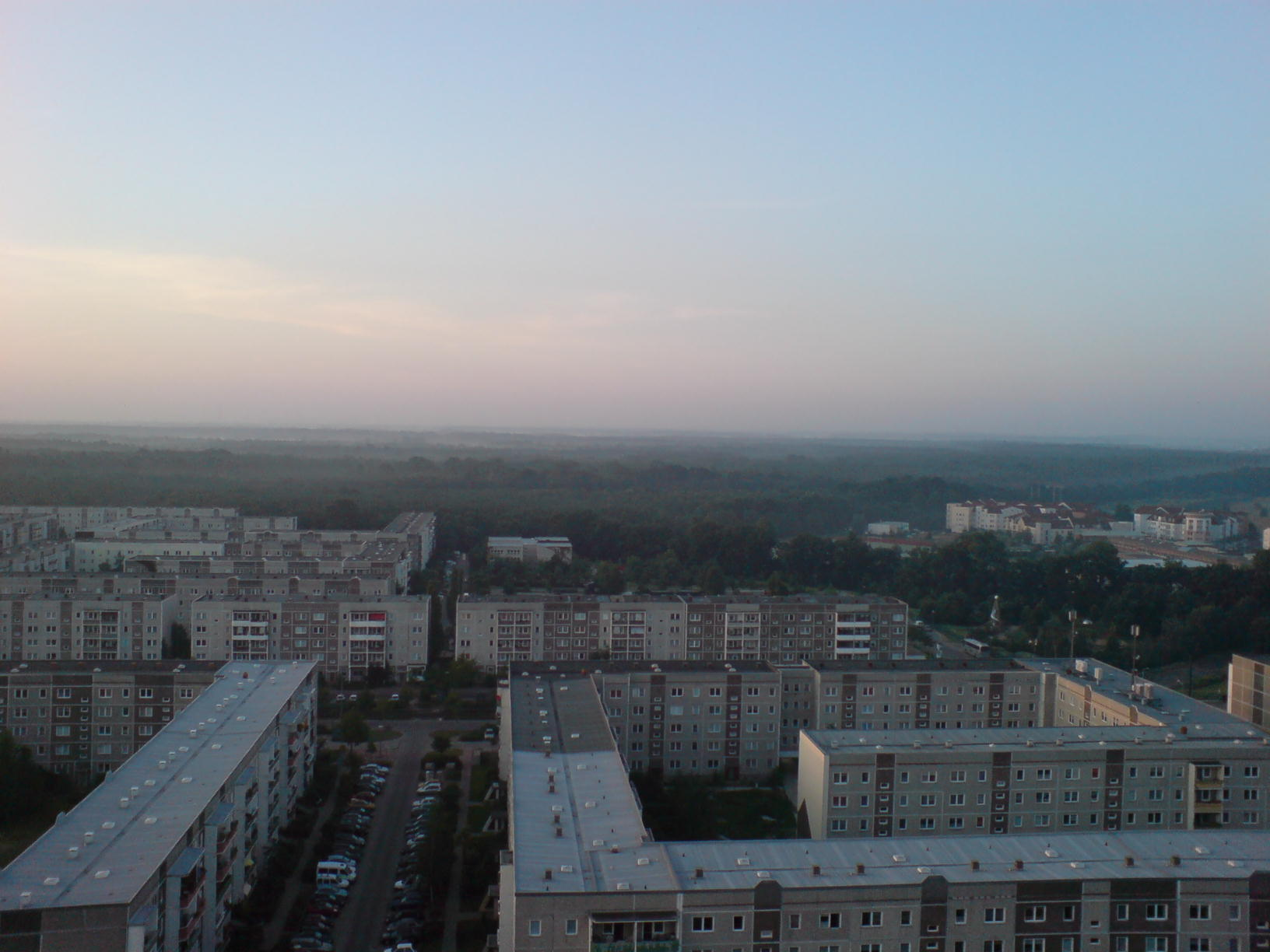
Plattenbauten „Neu“ Drewitz

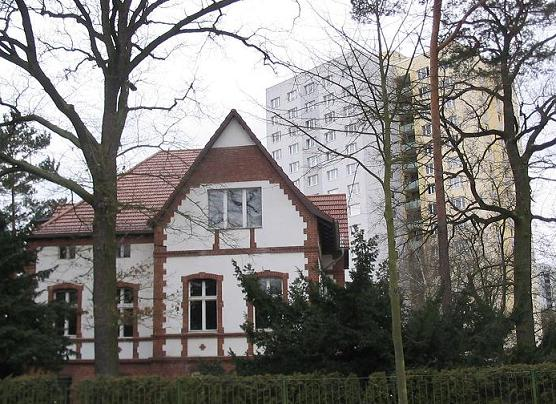
Alt vor Neu am Stern

Der Neubauteil Am Stern erstreckt sich in dem Bereich des ehemaligen Jagdgebietes von König Friedrich Wilhelm I., der von der Großbeerenstraße und der Nuthe-Schnellstraße aufgespannt wird. Zwischen 1970 und 1980 wurden etwa 7400 Wohnungen in Plattenbauweise (fünfgeschossige Wohnblöcke und WBS 70-Punkt-Hochhaus-Gruppen) errichtet. Damit war „Am Stern“ zur DDR-Zeit das größte in Potsdam errichtete Neubaugebiet.
1994 entstand südlich davon das Einkaufszentrum Stern-Center sowie 1997 in der Galileistraße die Wohnanlage Sterntaler.
Neben Sanierungen unter anderem der Schwimmhalle Kiezbad  und des Campus Am Stern fanden in den 2000er und 2010er Jahren zahlreiche gestalterische Aufwertungsmaßnahmen im Viertel statt und es wurden unter anderem Kitas, Schulen, Jugendclubs und ein Kindertreff errichtet. Als weitere Maßnahmen für die kommenden Jahre sind die Errichtung von Wohn- und Gewerbegebäuden geplant, mehr Fuß- und Fahrradwege sowie eine Umgestaltung des Baggersees. In einem städtebaulichen Rahmenplan wird die Entwicklung für die kommenden 20–40 Jahre durch Stadt-, Landschafts- und Verkehrsplaner unter Einbindung der Öffentlichkeit und der Politik erarbeitet.

### Drewitz
Südlich des Stern-Centers entstand ab 1988 das neue Drewitz, ebenfalls in Plattenbauweise. Die rund 2900 Wohneinheiten entsprechen wie in der Stern-Siedlung dem fünfgeschossigen Typ WBS 70; die vereinzelten Hochhäuser wurden jedoch weggelassen.
2002 wurde der Stadtteil zusammen mit dem benachbarten Am Stern in das Städtebauförderungsprogramm Soziale Stadt aufgenommen. Durch die Realisierung des 2009 entstandenen Konzepts „Gartenstadt Drewitz – energetisch stark, energisch grün“ wurden in den Folgejahren Flächen entsiegelt und ein Stadtpark geschaffen. Das Projekt erhielt für seine sozialverträgliche energetische Sanierung die Auszeichnung für Kommunalen Klimaschutz des Bundesumweltministeriums.

### Kirchsteigfeld
Das südlich anschließende Kirchsteigfeld wurde zwischen 1993 und 1998 erschlossen und gilt als Beispiel der architektonischen Postmoderne. Unter Leitung des Architekturbüros Krier-Kohl (Rob Krier und Christoph Kohl) und unter Mitwirkung von 25 Architekten wurde in einem der größten Bauvorhaben Ostdeutschlands das neue Stadtviertel für 4900 Einwohner realisiert.
Auf 60 Hektar Fläche entstanden insgesamt 2680 Wohnungen, Schulen, Kitas, Sport- und Freizeiteinrichtungen, einige Büros, weitläufige Grünflächen und eine Kirche. Bei der Planung und im Strukturkonzept wurde Wert auf eine eigene Siedlungsidentität unter Einbeziehung landschaftsprägender Elemente wie des Hirtengrabens gelegt. Laut Wiener Zeitung „vertrat hier Krier die Vorstellung einer geschichtsbewussten, an den klassischen Stadtmodellen Europas geschulten Blockrandbebauung.“ Das Ergebnis mit individuellen und harmonisch abgestimmten Einheiten mit einer etwas „knalligen Buntheit“ gilt überwiegend als gelungen, eine kritische Stimme spricht von einem „Wettbewerb der Putzigkeit“. Vor den Wohneinheiten verweisen Schilder auf das jeweils federführende Architekturbüro.
Am Laufe des Hirtengrabens, der aus der Parforceheide kommt und weiter in die Nuthe fließt, entstand ein breiter Parkstreifen mit einem neu angestauten kleinen See als geschütztem Biotop am westlichen Siedlungsausgang. Eine funktionierende Infrastruktur mit Gewerbe, Dienstleistungen, öffentlichen Einrichtungen und einer futuristisch anmutenden Kirche des italienischen Architekten Augusto Romano Burelli an einem zentralen Platz führt zu Wohnzufriedenheit. Die Wiener Zeitung schreibt und zitiert aus einer Präsentation des Stadtteils an der TU Wien:

„Auf die Frage nach der Wohnzufriedenheit in dem neuen, stark durchgrünten und sichtlich um ‚menschliches Maß‘ bemühten Projekt antwortete Krier mit koketter Herausforderung, sie sei für ‚Architekturkritiker ekelhaft positiv‘. Dann ging es zum Buffet.“

Aufgrund der nicht erfolgten Verwirklichung der geplanten Gewerbefläche mit 5000 Arbeitsplätzen fungiert das Viertel heute als Satellitenstadt, was zu einer hohen Unzufriedenheit unter den Bewohnern geführt hat. Daraus entwickelte sich 2018 eine Bürgerinitiative und unabhängig davon 2024 die Anwohnerinitiative Kirchsteigfeld, die sich für mehr Transparenz in der Stadtpolitik und Bürgerbeteiligung einsetzt.  Auf der brachliegenden Fläche zwischen Ricarda-Huch-Straße und A 115 sollen bis in die 2030er Jahre bis zu 1000 Wohnungen und Gewerbebauten mit bis zu 1600 Arbeitsplätzen entstehen.